# Маком (Илиноис)
Маком (енгл. Macomb) град је у америчкој савезној држави Илиноис. По попису становништва из 2010. у њему је живело 19.288 становника.

## Демографија
Према попису становништва из 2010. у граду је живело 19.288 становника, што је 730 (3,9%) становника више него 2000. године.
| Група             | 2000.          | 2010.          |
| Белци             | 16.241 (87,5%) | 16.145 (83,7%) |
| Афроамериканци    | 1.101 (5,9%)   | 1.573 (8,2%)   |
| Азијати           | 568 (3,1%)     | 470 (2,4%)     |
| Хиспаноамериканци | 389 (2,1%)     | 700 (3,6%)     |
| Укупно            | 18.558         | 19.288         |